# Nagroda muzyczna
Nagroda muzyczna – nagroda przyznawana twórcom muzyki – między innymi kompozytorom, autorom tekstów, piosenkarzom i aranżerom za konkretne produkcje muzyczne (również wideoklipy), całokształt twórczości lub prezentację podczas występu (na przykład na festiwalu). Nagrody przyznawane są zwykle co roku przez jury lub przez otwarty plebiscyt.